# Lech (nome)
Lech  è un nome proprio di persona polacco maschile.

## Varianti
- Alterati: Leszek[1]

## Origine e diffusione
Deriva dal nome della tribù slava dei Lędzianie, che deriva forse da lęda, "campo incolto"; il nome viene talvolta usato per indicare genericamente un uomo polacco.
Secondo le leggende polacche, Lech era il nome dei capostipite dei polacchi stessi e fondatore della Polonia.
Il nome Lechosław è un derivato di Lech

## Onomastico
Il nome è adespota, non essendo portato da alcun santo, quindi l'onomastico ricade il 1º novembre, giorno di Ognissanti.

## Persone
- Lech Gardocki, avvocato polacco

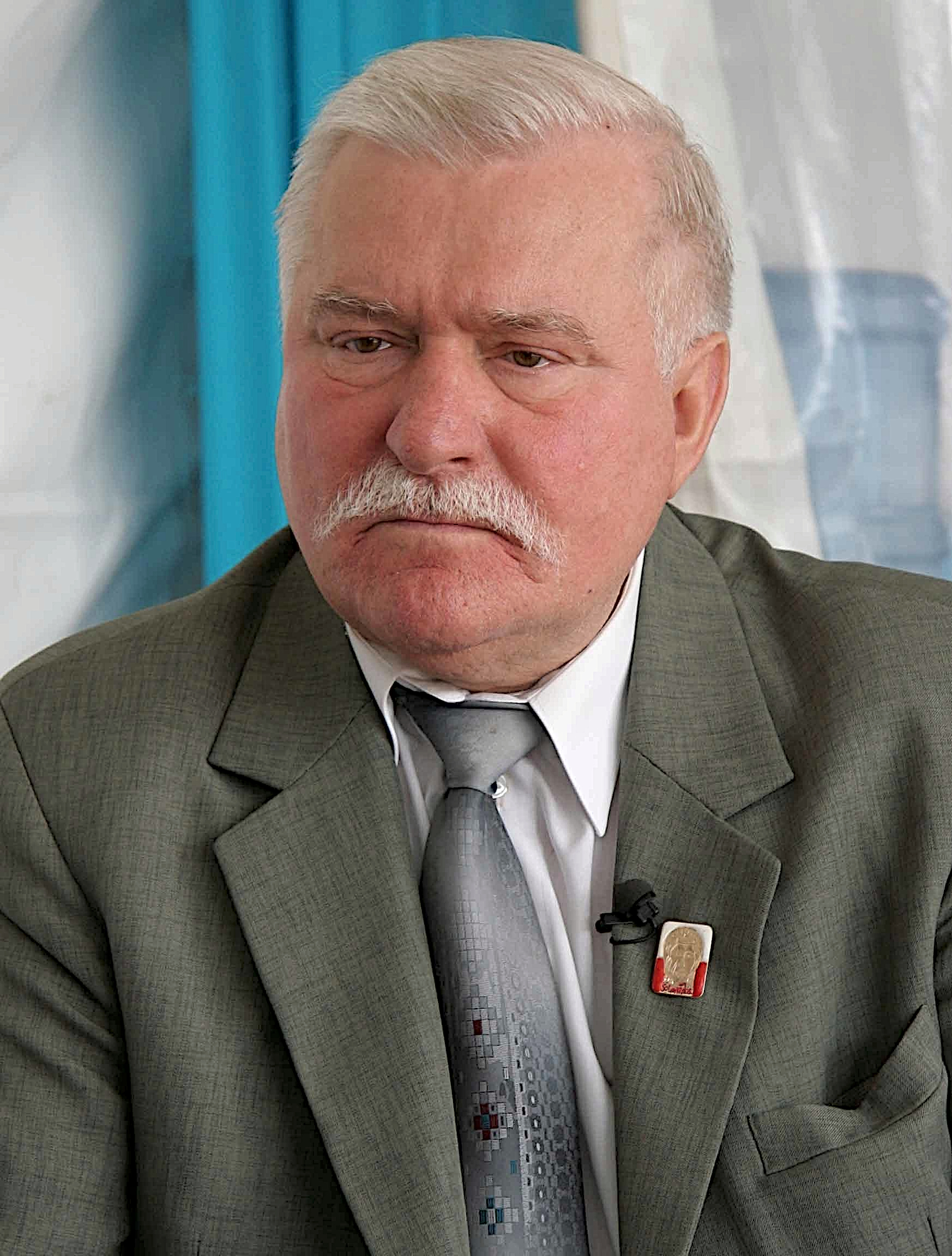
Lech Wałęsa

- Jon Lech Johansen, programmatore norvegese
- Lech Kaczyński, politico polacco
- Lech Koziejowski, schermidore polacco
- Lech Piasecki, ciclista su strada e pistard polacco
- Lech Wałęsa, politico e attivista polacco

### Variante Leszek

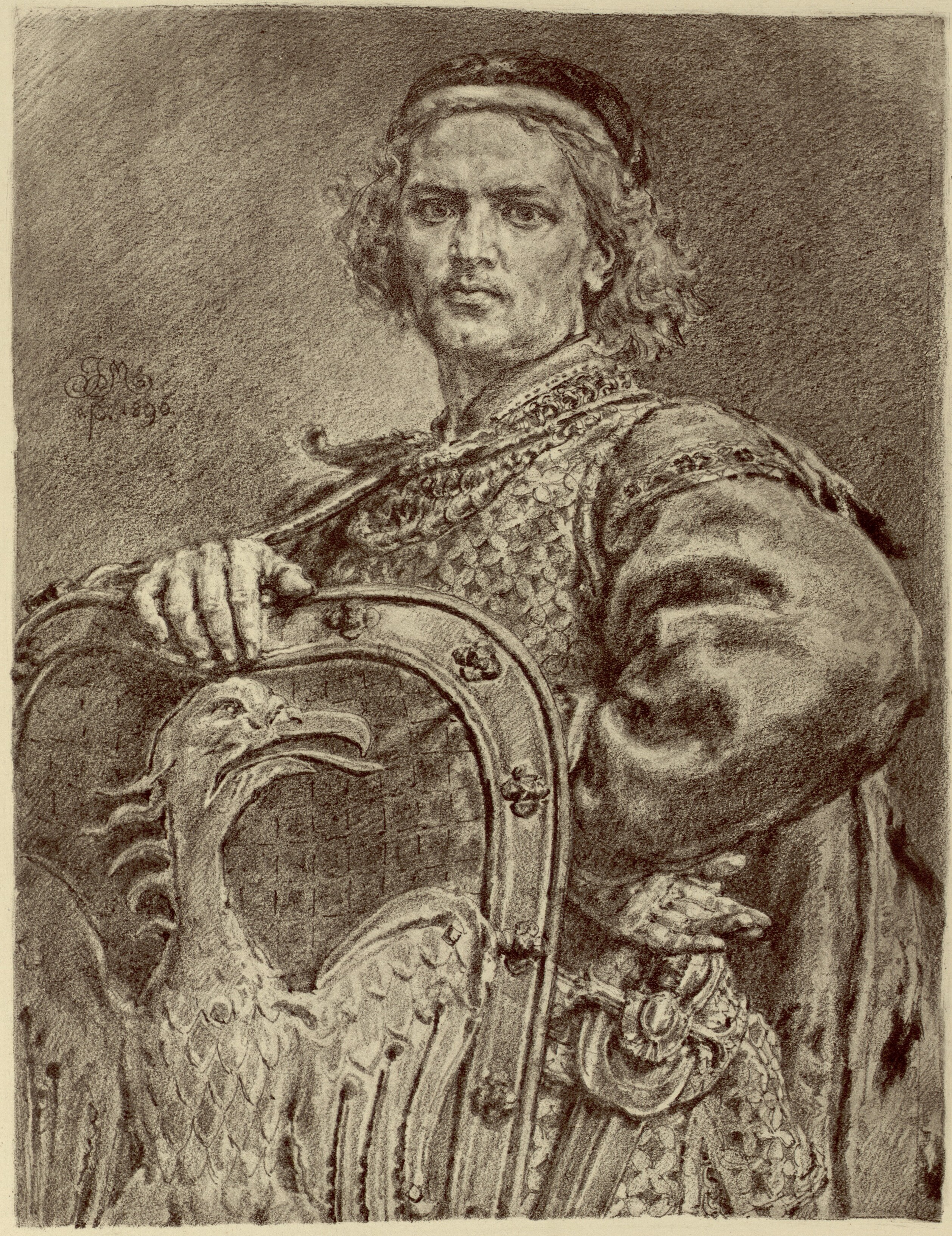
Leszek I di Polonia

- Leszek I di Polonia, granduca di Polonia
- Leszek II di Polonia, re di Polonia
- Leszek Blanik, ginnasta polacco
- Leszek Engelking, poeta, scrittore e traduttore polacco
- Leszek Kołakowski, filosofo e storico polacco
- Leszek Lubicz-Nycz, schermidore polacco
- Leszek Martewicz, schermidore polacco
- Leszek Miller, politico polacco
- Leszek Nowosielski, pittore e ceramista polacco
- Leszek Swornowski, schermidore polacco
- Leszek Zygmunt, giocatore di calcio a 5 polacco